# Barnag
Barnag (németül: Barnig) község Veszprém vármegyében, a Veszprémi járásban.

## Fekvése

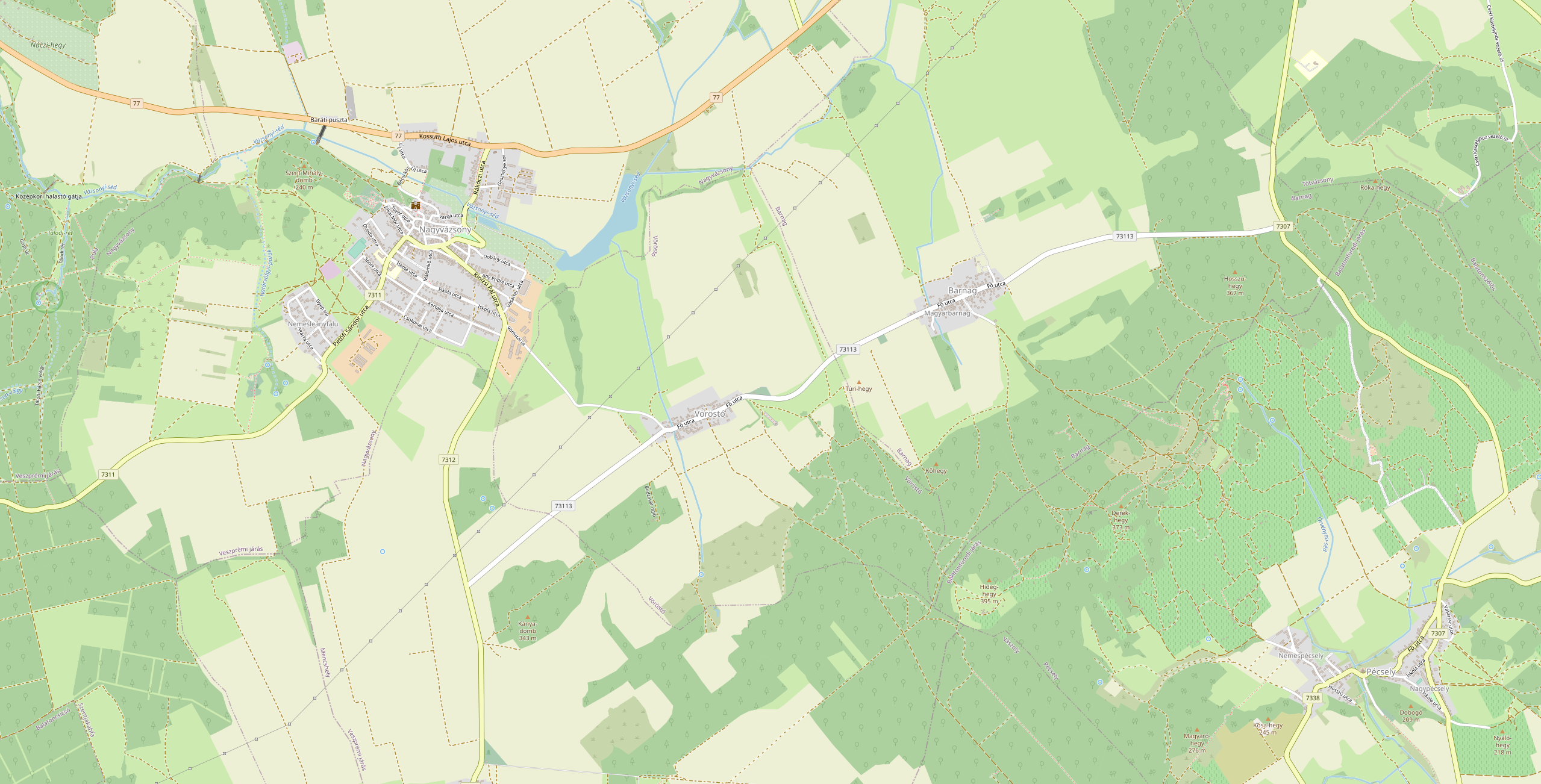
A település és környékének térképe

A  település a Veszprémi-fennsík és a Balaton-felvidék találkozásánál fekszik Veszprémtől 18, Nagyvázsonytól mintegy 5 kilométerre. Központján csak a 73 113-as út húzódik végig (amely innen nyugat felé továbbhaladva Vöröstón át Mencshely külterületéig vezet), de külterületének keleti részét egy rövid szakaszon a 7307-es út, határszélét pedig északon a 77-es főút is érinti.

## Története
A  falu nevét említő legrégibb, 1284-ből fennmaradt okirat szerint Barnagon egymás mellett álltak a Gatal nemzetségbeli Péter fia III. Gatal és Gatalon fiainak házai.
Egy későbbi, 1384. december 6-ai keltezésű oklevél szerint Nagy Lajos király lánya, Mária királynő engedélyezte az udvari étekfogó mesternek, Vezsenyi Lászlónak, hogy a családi birtokra, Barnag–Szabadhegyre "várat avagy erősséget vagy más erődítményt létesítsen és építsen, és azt a maga és összes utódai és örökösei számára örökre fenntartsa mások jogának sérelme nélkül…”. A vár fel is épült, romjait, melyek ma is láthatók a falutól délkeleti irányban, Zádor-vár (Pusztavár) néven ismerik, de nem a Barnag határában fekvő Szabadhegyre épült, hanem a veszprémi káptalan Péczel nevű birtokára. Ebből pereskedés támadt, melynek végén a Vezsenyi családnak el kellett hagynia a várat, s az évszázadokig gazdátlan maradt. 
Barnag a török időkben elnéptelenedett. Újratelepítésére a 18. század első felében került sor. Magyarbarnagot és Németbarnagot 1947-ben egyesítették.

## Közélete

### Polgármesterei
- 1990–1994: Szegedi András (független)[3]
- 1994–1998: Szegedi András (független)[4]
- 1998–2002: Kiss Gábor (független)[5]
- 2002–2006: Antal Gyuláné (független)[6]
- 2006–2010: Kulcsár Miklós Sándor (MDF)[7]
- 2010–2014: Kulcsár Miklós Sándor (független)[8]
- 2014–2016: Kulin Miklós György (független)[9]
- 2016–2019: Horváth Zoltán (független)[10]
- 2019–2024: Horváth Zoltán (független)[11]
- 2024– : Dr. Szilágyiné dr. Kósa Anikó (független)[1]

A településen 2016. december 4-én időközi polgármester-választást (és képviselő-testületi választást) tartottak, az előző képviselő-testület önfeloszlatása miatt. A választáson a hivatalban lévő polgármester is elindult, de alulmaradt egyetlen kihívójával szemben.

## Népesség
A település népességének változása:
| Lakosok száma | 132  | 131  | 128  | 119  | 121  | 94   | 98   |
|               | 2013 | 2014 | 2015 | 2021 | 2022 | 2023 | 2024 |

A 2011-es népszámlálás idején a lakosok 98,5%-a magyarnak, 15% németnek, 6% cigánynak, 6% románnak mondta magát (1,5% nem nyilatkozott; a kettős identitások miatt az végösszeg nagyobb lehet 100%-nál). A vallási megoszlás a következő volt: római katolikus 47,4%, református 22,6%, evangélikus 1,5%, felekezeten kívüli 13,5% (13,5% nem nyilatkozott).
2022-ben a lakosság 94,2%-a vallotta magát magyarnak, 14,9% németnek, 0,8% cigánynak, 0,8% ruszinnak, 5,8% egyéb, nem hazai nemzetiségűnek (5,8% nem nyilatkozott; a kettős identitások miatt a végösszeg nagyobb lehet 100%-nál). Vallásuk szerint 40,5% volt római katolikus, 19,8% református, 4,1% görög katolikus, 1,7% egyéb katolikus, 9,9% felekezeten kívüli (22,3% nem válaszolt).

## Nevezetességei
- Barokk műemlék-kálvária  és egy középkori kápolna
- Szent Márton római katolikus templom (XVIII. sz.)
- Református templom
- Mezítlábas mendegélő és kerékpáros pihenőpark
- Helytörténeti kiállítás
- Zádor-vár

## Képgaléria

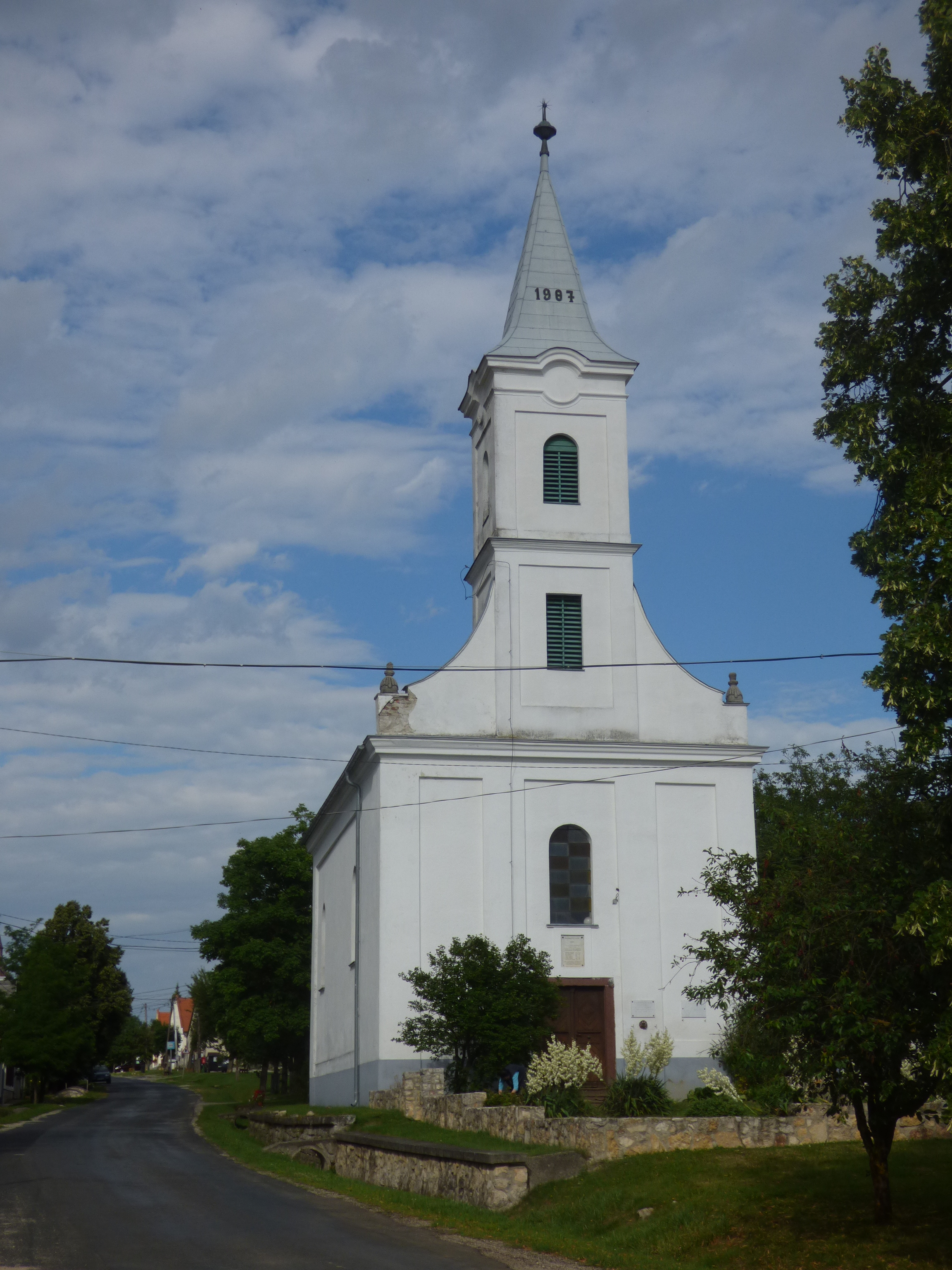
Magyarbarnag, református templom
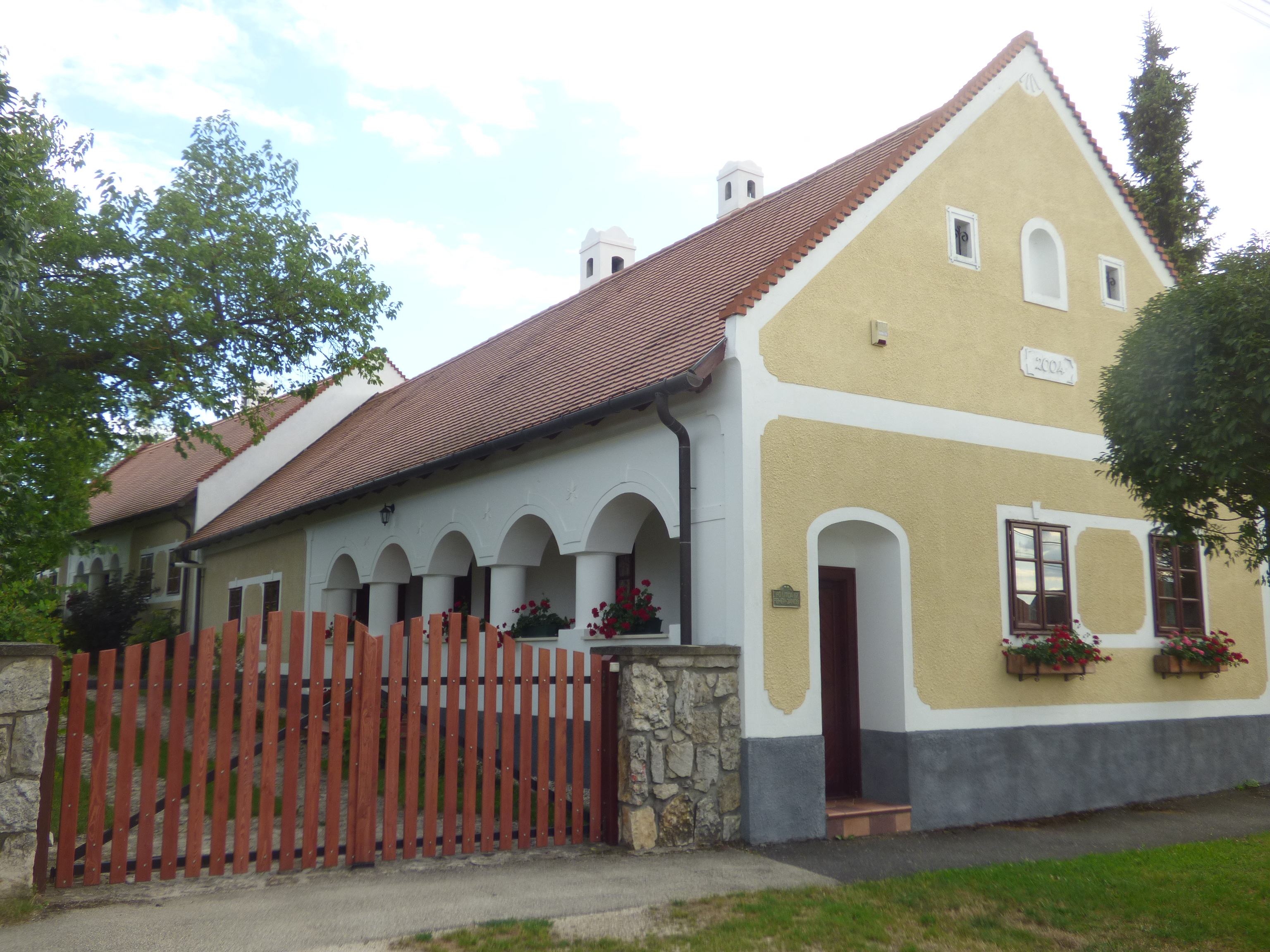
Népi műemlék lakóház Barnagon
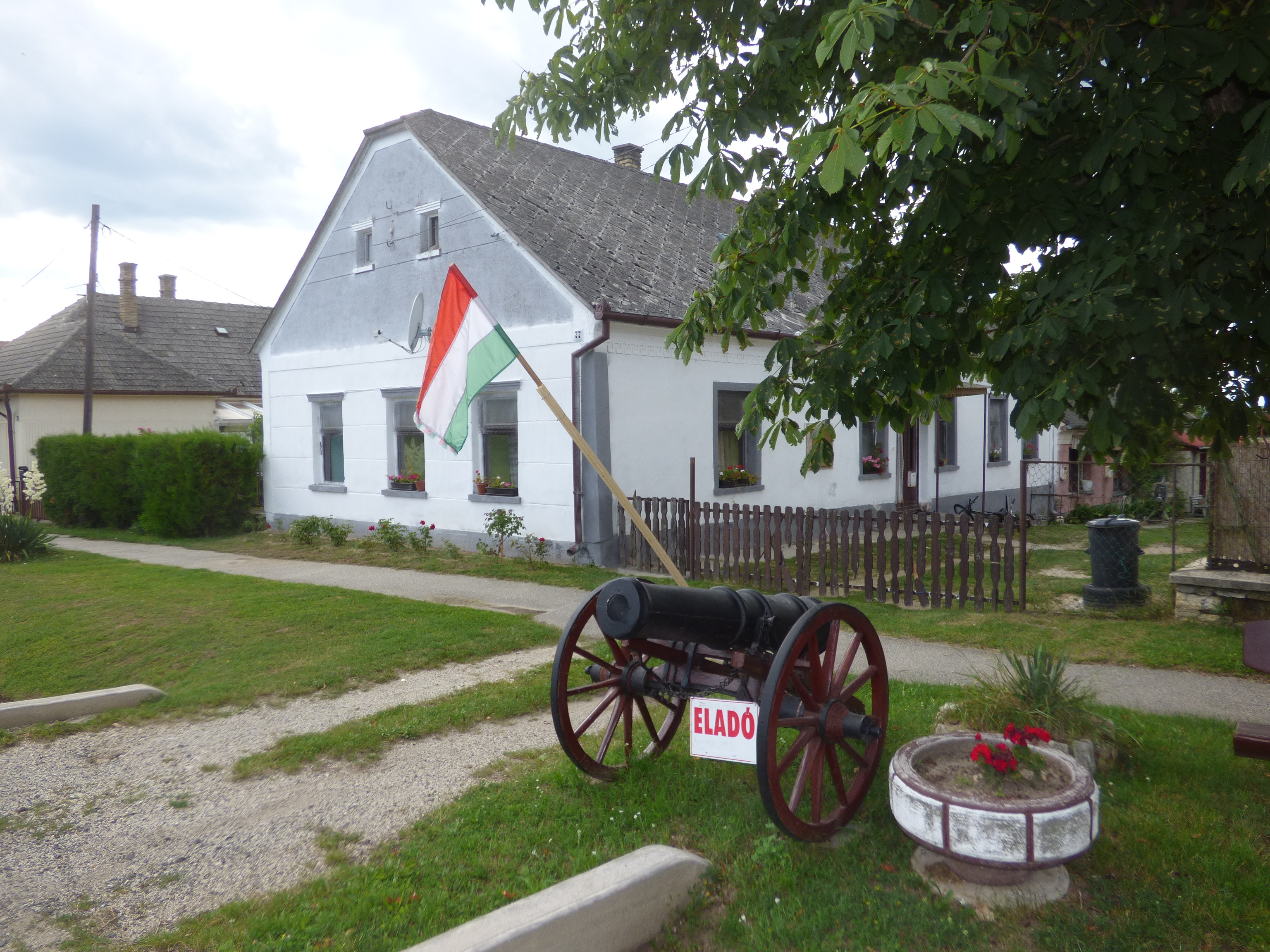
Jellegzetes barnagi lakóház, egy eladó ágyúval